# تشن تانغ
تشن تانغ هو لاعب كرة قدم صيني، ولد في 16 فبراير 1996 في شنيانغ في الصين. لعب مع هيبي شينا فورشن.

## وصلات خارجية
- تشن تانغ على موقع Soccerway.com (الإنجليزية)